# Marie-Flore
Marie-Flore est une auteure, compositrice, interprète et musicienne française.

## Biographie
Marie-Flore est née à Clichy-la-Garenne, puis a régulièrement déménagé en région parisienne. Elle a également passé une partie de son enfance en Bretagne (Santec et Roscoff). Sa mère était professeure de lettres / histoire-géo et chantait en amateur dans des chorales. Son père cadre dans le milieu hospitalier était passionné d'ecriture. Ses parents écoutaient surtout de la musique classique, de la musique celtique ou du folk/rock anglo-saxon (Leonard Cohen, The Velvet Underground, Joan Baez). Elle doit d'ailleurs son prénom à une chanson de Joan Baez dont ses parents étaient fan (titre "Milanese Waltz" sur l'album Blessed Are…).
Elle a pris des cours d'alto pendant deux ans avec une professeure particulière puis est rentrée au conservatoire de Courbevoie à l’âge de 6 ans. À la suite d'un échec au concours, elle arrête le conservatoire à l'age de 14 ans au vu de la charge de travail et de la discipline demandée par l'enseignement classique, privilégiant progressivement en autodidacte la guitare et le piano.

## Carrière

### More than thirty seconds if you please
Marie-Flore donne son premier concert à 17 ans dans un café du canal Saint-Martin. A 20 ans, elle arrête définitivement les études et la fac en première année pour se consacrer à la musique. Le manageur de Peter von Poehl la repère via son premier titre posté sur MySpace (Fading Away),, ce qui lui permettra de sortir son premier album auto-édité More than thirty seconds if you please en 2009. Un album folk de dix titres en anglais (hormis un passage de The soft divide) dont elle signe paroles et musiques, avec des sonorités proches de Keren Ann.
Elle commence à faire des premières partie lors de concerts, la première en 2008 à la Maroquinerie. Elle ouvrait pour The New Pornographers, une de ses premières scènes.
Elle est à cette époque très impliquée en politique, passe beaucoup de son temps dans les réunions et envisage de s'orienter vers ce domaine mais elle privilégie finalement la musique.
Elle collabore également comme parolière avec les groupes OMOH et Stuck in the Sound dont elle signe les paroles de l'album Pursuit. En parallèle, elle s’intéresse à la mode et collabore pendant quatre ans avec la maison Kitsuné en tant que créatrice ou mannequin à l'occasion d'un remplacement.

### By the dozen
Elle assure les premières parties de concerts (Émilie Simon, Pete Doherty, Baxter Dury) puis sort ensuite en 2014 By the dozen chez Naïve Records, un album très bien accueilli,. Il est produit par Robin Leduc qui lui ouvre de nouveaux horizons musicaux : « Un véritable révélateur pour moi. On se retrouvait sur notre passion commune pour le Velvet, Brian Jonestown Massacre, et lui m’a ouvert à Al Green, aux musiques africaines, aux claviers vintage ».
L'album comprend une nouvelle version de Empty Walls qui était à l'origine un duo avec Mike Noga sur le premier album mais en version solo sur cet opus.
Elle écrit en 2018 le titre Comme un signe, un titre RnB pour Sofiane Ledhem. Elle commente : « J’adore écrire pour les mecs. Je crois même que je préfère écrire pour les garçons. J’aime bien leur mettre des mots dans la bouche (rires). »

### Braquage
Elle sort en 2017 l'EP Passade digitale qui marque son passage chez le label indépendant 6&7 (fondé et présidé par Pascal Nègre) après la période Naïve Records. Le titre Passade Digitale issu de l'EP sera son premier titre diffusé en radio. Cet EP marque le passage de l’écriture des textes en français : « L'anglais, c'était une évidence de départ, un mood et un prolongement de ma culture musicale. Le déclic est survenu à la suite d'une petite vexation. Je faisais écouter à quelqu'un un de mes nouveaux titres en anglais. Il a arrêté en plein milieu et m'a dit : "Pourquoi tu ne ferais pas plutôt une chanson en français ?" ». Son premier titre composé en français est Palmiers en hiver, composé en une heure, qui sera l'occasion d'un duo avec Julien Doré. Le clip du duo sort en janvier 2023 dans une version réorchestrée piano-voix.
L'album Braquage sort ensuite en 2019 et reçoit de bonnes critiques. Deuxième rupture, à partir de cet album Marie-Flore compose sur le piano et non plus sur guitare folk comme sur les albums précédents.
L'album est très auto-biographique, il est totalement centré sur « une histoire d'amour viscérale et toxique ». L’écriture est directe, souvent assez crue (« Qu'est-ce que tu veux, une médaille ? / Pour moi t'es qu'un détail / Une pipe de plus que je taille »). Les titres QCC puis Tout ou Rien sont des succès publics (plus d'un million de vues pour le clip).
Elle présente généralement Braquage comme son véritable premier disque. Elle cite Presqu’île, un titre piano-voix, comme son titre préféré de l'album.
En 2022, elle assure les premières parties de Julien Doré pour les dates à Bercy.
La tournée Braquage Tour qui suit la sortie de l'album est brusquement interrompue par la crise sanitaire en France. Elle devait notamment être présente aux Francofolies de La Rochelle 2020 pour la première fois mais le festival est annulé.

### Je sais pas si ça va

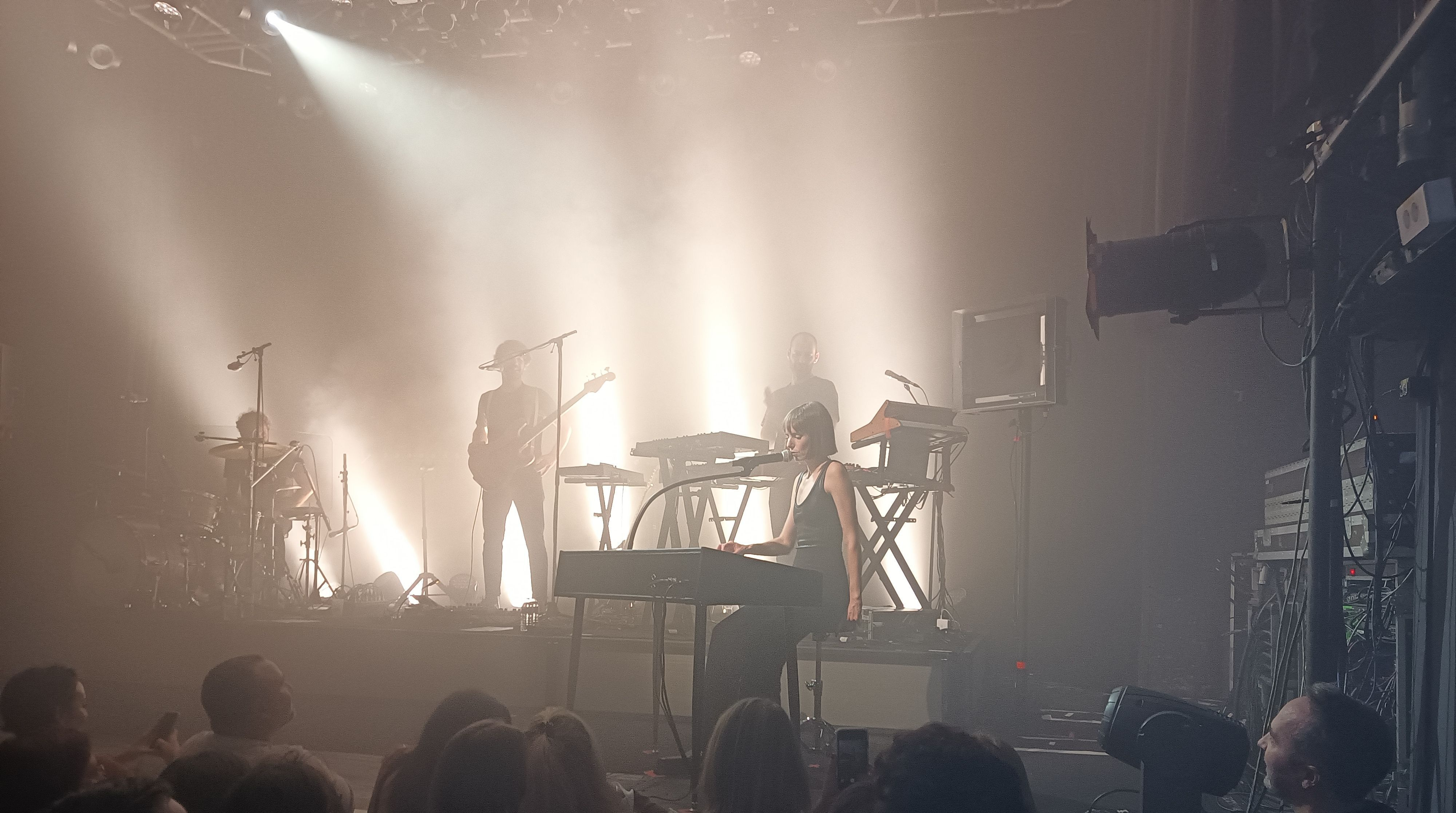
Marie-Flore à Ninkasi Lyon, en novembre 2022.

À la suite de l'annulation de la fin de tournée Braquage Tour, elle retourne à la composition et le premier titre terminé sera Je sais qu'il est tard, très autobiographique. Ça sera le titre majeur de son album suivant et le préféré de son répertoire. Il agira comme un déclencheur pour l’écriture de tout le reste de l'album.
En juin 2022, elle sort Je sais pas si ça va, un album plus apaisé que Braquage. Il comprend douze titres en français. Même s'il comporte des balades et des séquences piano-voix, l’écriture de l'album est majoritairement plus dynamique, il est orienté vers la scène. Il a été enregistré en deux sessions de deux semaines en juin et août 2021 dans une maison louée pour l'occasion dans le Gard pour plus d'efficacité. Il a été réalisé en collaboration comme pour le précédent avec le groupe OMOH (Baptiste Homo et Clément Agapitos), Antoine Gaillet à la réalisation et Pierre Laurent Faure à la production. Les influences rap et musiques urbaines sont plus marquées dans l’écriture (« Vas-y, casse-toi ») et le phrasé (interjections). Elle apprécie notamment Damso ou PNL avec qui elle aimerait collaborer. Mal barré est le premier titre de l'album mis en avant et il se hisse quarantième des diffusions radio à l'été 2022.
Marie-Flore part ensuite en tournée (2022-2023) avec notamment des passages à la Cigale, aux Francofolies de La Rochelle, au Printemps de Bourges et à l'Olympia. Elle est accompagnée sur scène par Leo Agapitos aux claviers et synthétiseurs, Steffen Charon à la basse et guitare, Gael Galzin à la batterie et percussions.
Lors du passage à La Cigale, Benjamin Biolay monte sur scène pour un duo avec elle sur le titre Je sais qu'il est tard. Elle avait précédemment fait une reprise de son titre Ton héritage sur le plateau de Taratata en 2019. C'est pour elle la plus belle chanson de la chanson française.
Elle chante également en duo avec MC Solaar le titre Caroline lors de son concert à l'Olympia en avril 2023.
Je sais pas si ça va est sélectionné pour le prix Album RTL de l'année 2022.
Marie-Flore sort le 31 mars 2023 une réédition digitale de l'album (appelée Je sais toujours pas si ça va) enrichie de quatre titres : trois reprises en versions quatuor plus le duo avec Julien Doré (sur Palmiers en hiver).
Elle participe à l'album hommage intitulé "Tout simplement Sheller" sur lequel elle reprend le titre "Simplement" en piano-voix.

### Ex-aequo
Après 3 ans de tournées et de composition, Marie-Flore sort le 25 avril 2025 l'album Ex-aequo, toujours chez 6&7. Elle ecrit les textes des 11 titres et collabore pour la musique avec Marlon B. (production et batterrie),  Jérémy Louwerse (basse) et  Grégoire Mahé (guitare), François Henri et Jean-Max Méry (piano),,

## Discographie

### Participations
- 2023 : interprète Simplement sur l'album hommage Tout simplement Sheller [32]
- 2023 : participation au concert anniversaire des 30 ans de Taratata (reprise de Ma préférence et For me formidable avec Julien Clerc, Suzane et Sandrine Kiberlain)
- 2024 : duo avec MC Solaar sur le titre Okay[35] (enregistré sur l'album Éclats cosmiques)